# 比克西耶尔-莱维利耶
比克西耶尔-莱维利耶（法語：Buxières-lès-Villiers，法語發音：[byksjɛʁ lɛ vilje]，意为“维利耶附近的比克西耶尔”）是法国上马恩省的一个市镇，属于肖蒙区。该市镇总面积4.97平方公里，2009年时的人口为229人。

## 人口
比克西耶尔-莱维利耶人口变化图示